# Zara Yaqob
Zar'a Ya`qob o Zera Yacob (Ge'ez ዘርአ: ያዕቆብ zar'ā yā'iqōb [nb 1] ) (1399 - 26 de agosto de 1468) fue el emperador (nəgusä nägäst) de Etiopía, y un miembro de la dinastía salomónica que gobernó bajo el nombre de Kwestantinos I ( Ge'ez ቈስታንቲኖስ qʷastāntīnōs ) o Constantino I. Nacido en Telq en la provincia de Fatajar (ahora parte de la región de Oromía, cerca del río Awash), Zara Yaqob era el hijo más joven de Dawit I y su esposa más joven, Igzi Kebra.
El experto británico en Etiopía, Edward Ullendorff, declaró que Zara Yaqob "era sin duda el gobernante más grande que Etiopía había visto desde Ezana, durante el apogeo del poder Aksumita, y ninguno de sus sucesores en el trono, excepto los emperadores Menelik II y Haile Selassie - se pueden comparar con él ".
Paul B. Henze, historiador, señala, que Zara Yaqob, siguió con la "tradición" de que los celos de su hermano mayor, Teodoro I de Etiopía, obligaron a los cortesanos a llevar a Zara Yaqob a Tigray, donde se crio en secreto, y se educó en Axum y en el monasterio de Debre Abbay. Si bien admite que esta tradición es invaluable para proporcionar un trasfondo religioso para la carrera de Zar'a-Ya'iqob, Taddesse Tamrat rechaza esta historia como "muy improbable en sus detalles". El profesor señala que Zara Yaqob escribió en su Mashafa Berhan que "fue llevado de la prisión real del Monte Gishan apenas la víspera de su acceso al trono".

## Reinado
Tras la muerte del emperador Dawit, su hermano mayor Tewodros ordenó a Zara Yaqob continuar confinado en Amba Geshen (alrededor de 1414). A pesar de esto, los partidarios de Zara Yaqob lo mantuvieron como un candidato perenne para Emperador, ayudado por la rápida sucesión de sus hermanos mayores al trono en los siguientes 20 años, y lo dejaron como el candidato calificado más antiguo. David Buxton señala el efecto que su reclusión forzada tuvo en su personalidad, "privado de todo contacto con la gente común o la vida ordinaria". Empujado a una posición de liderazgo "sin experiencia en los asuntos del estado, él [Zara Yaqob] se enfrentó a un reino que bullía de complots y rebeliones, una Iglesia dividida por herejías y enemigos externos que amenazaban constantemente la invasión". Buxton continúa:
En estas circunstancias, era casi imposible para el nuevo rey mostrar adaptabilidad, tolerancia o habilidad diplomática, que son el fruto de una larga experiencia en las relaciones humanas. Enfrentado a una situación desesperada y caótica, lo encontró con sombría determinación e implacable ferocidad. Hacia el final de su vida, perdiendo el afecto y la lealtad incluso de sus cortesanos y familiares, se convirtió en una figura solitaria, aislada por la sospecha y la desconfianza. Pero, a pesar de todo, el nombre de este gran defensor de la fe es uno de los más memorables en la historia de Etiopía.
Aunque se convirtió en emperador en 1434, Zara Yaqob no fue coronado hasta 1436 en Axum, donde residió durante tres años. No era inusual que los gobernantes etíopes pospusieran su coronación hasta más adelante en sus reinados.
Después de convertirse en emperador, Zara Yaqob se casó con la princesa Eleni, que se había convertido del Islam antes de su matrimonio. Eleni era la hija del rey de Hadiya, uno de los reinos de Sidamo al sur del Río Nilo Azul. Aunque no pudo tener hijos, Eleni se convirtió en una poderosa persona política. Cuando salió a la luz una conspiración que involucraba a uno de sus Bitwoded, Zara Yaqob reaccionó al designar a sus dos hijas, Medhan Zamada y Berhan Zamada, para estas dos oficinas. Según la Crónica de su reinado, el Emperador también nombró a sus hijas y sobrinas como gobernadores en ocho de sus provincias. Estas nominaciones no tuvieron éxito.
Derrotó a Badlay ad-Din, el Sultán de Adel en la Batalla de Gomit en 1445, lo que consolidó su control sobre los reinos de Sidamo en el sur, así como los débiles reinos musulmanes más allá del río Awash. Campañas similares en el norte contra de la gente de Agaw y de los Beta Israel no tuvieron tanto éxito.
Después de presenciar una luz brillante en el cielo (que la mayoría de los historiadores identificaron como el cometa Halley, visible en Etiopía en 1456), Zara Yaqob fundó Debre Berhan y la convirtió en su capital durante el resto de su reinado.
En sus últimos años, Zara Yaqob se volvió más despótico. Cuando Takla Hawariat, abad de Debre Libanos, criticó las golpizas de Yaqob y el asesinato de hombres, el emperador hizo golpear y encarcelar al abad, donde murió pocos meses después. Zara Yaqob estaba convencida de un complot contra él en 1453, lo que llevó a acciones más brutales. Cada vez estaba más convencido de que su esposa y sus hijos estaban conspirando contra él, y varios de ellos fueron golpeados. Seyon Morgasa, la madre del futuro emperador Baeda Maryam I, murió de este maltrato en 1462, lo que llevó a una ruptura completa entre el hijo y el padre. Finalmente las relaciones entre los dos fueron reparadas, y Zara Yaqob designó públicamente a Baeda Maryam como su sucesor.

## La iglesia etíope
En el momento en que Zara Yaqob asumió el trono, la iglesia etíope había estado dividida sobre el tema de la observancia bíblica del sábado durante aproximadamente un siglo. Un grupo, leal a los obispos coptos, creía que el día de descanso debería observarse solo los domingos o el gran sábado; otro grupo, los seguidores de Ewostatewos, creyeron con su fundador que deberían observarse tanto el sábado original (es decir, el sábado o Sabbath menor) como el domingo original.
Tuvo éxito al convencer a dos recién llegados egipcios, Mikael y Gabriel, de aceptar un compromiso destinado a restablecer la armonía con la Casa de Ewostatewos, como se conocía a los seguidores de Ewostatewos. Al mismo tiempo, hizo esfuerzos para pacificar la Casa de Ewostatewos. Mientras que los Ewostathians se ganaron al compromiso antes de 1442, los dos Abuns solamente aceptaron el compromiso en el Consejo de Debre Mitmaq en Tegulet (1450).
El emperador Zara Yaqob también continuó como el defensor del patriarca de Alejandría. Cuando escuchó en 1441 la destrucción del monasterio egipcio de Debre Mitmaq por el sultán Az-Zahir Sayf-ad-Din Jaqmaq, pidió un período de luto y luego envió una carta de protesta al sultán. Le recordó a Jaqmaq que tenía súbditos musulmanes a quienes trataba con justicia, y advirtió que tenía el poder de desviar el Nilo, pero se abstuvo de hacerlo por el sufrimiento humano que causaría. Jaqmaq respondió con obsequios para aplacar la ira de Zara Yaqob, pero se negó a reconstruir las iglesias coptas que había destruido.
Según Richard Pankhurst, el emperador también era "reputado autor de renombre", y había contribuido a la literatura etíope hasta con tres importantes obras teológicas. Uno fue Mahsafa Berha ("El Libro de la Luz"), una exposición de sus reformas eclesiásticas y una defensa de sus creencias religiosas; los otros fueron Mahsafa Milad ("El Libro de la Natividad") y Mahsafa Selassie ("El Libro de la Trinidad").

## Asuntos exteriores
Zara Yaqob envió delegados al Concilio de Florencia en 1441, y estableció lazos con el papado y el cristianismo occidental. Estaban confundidos cuando los prelados del consejo insistieron en llamar a su monarca Preste Juan. Intentaron explicar que en ninguna parte de la lista de nombres de reinado de Zara Yaqob ocurría ese título. Sin embargo, las advertencias de los delegados hicieron poco para evitar que los europeos se refirieran al monarca como su mítico rey cristiano, Preste Juan.
También envió una misión diplomática a Europa (1450), solicitando mano de obra calificada. La misión fue dirigida por un siciliano, Pietro Rombulo, que anteriormente había tenido éxito en una misión a la India. Rombulo visitó por primera vez al Papa Nicolás V, pero su objetivo final fue la corte de Alfonso V de Aragón, que respondió favorablemente.